# Coppa del Mondo di rugby a 13 1985-1988
In occasione della Coppa del Mondo di rugby a 13 1985-1988 sono state previste una serie di partite di andata e ritorno per determinare la posizione in classifica. In questa edizione si è avuta la novità del debutto della Papua Nuova Guinea mentre la Francia, per problemi economici, nel 1987 non ha potuto disputare le partite in trasferta contro Australia, Nuova Zelanda e Papua Nuova Guinea.
La finale del 1988 tra Australia e Nuova Zelanda ha decretato gli australiani campioni del mondo per la terza volta consecutiva.

## Risultati
| Auckland 7 luglio 1985 | Nuova Zelanda | 18 – 0 | Australia | Carlaw Park (15.327 spett.) |

| Leeds 9 novembre 1985 | Regno Unito | 6 – 6 | Nuova Zelanda | Headingley (22.209 spett.) |

| Perpignano 7 dicembre 1985 | Francia | 0 – 22 | Nuova Zelanda | Stade Gilbert Brutus (5.000 spett.) |

| Avignone 16 febbraio 1986 | Francia | 10 – 10 | Regno Unito | Parc des Sports (4.000 spett.) |

| Brisbane 29 luglio 1986 | Australia | 32 – 12 | Nuova Zelanda | Lang Park (22.811 spett.) |

| Port Moresby 17 agosto 1986 | Papua Nuova Guinea | 24 – 22 | Nuova Zelanda | Lloyd Robson Oval (15.000 spett.) |

| Port Moresby 4 ottobre 1986 | Papua Nuova Guinea | 12 – 62 | Australia | Lloyd Robson Oval (17.000 spett.) |

| Wigan 22 novembre 1986 | Regno Unito | 15 – 24 | Australia | Central Park (20.169 spett.) |

| Carcassonne 13 dicembre 1986 | Francia | 0 – 52 | Australia | Stade d'Albert Domec (5.000 spett.) |

| Leeds 24 gennaio 1987 | Regno Unito | 52 – 4 | Francia | Headingley (6.567 spett.) |

| Wigan 24 ottobre 1987 | Regno Unito | 42 – 0 | Papua Nuova Guinea | Central Park (9.121 spett.) |

| Carcassonne 15 novembre 1987 | Francia | 21 – 4 | Papua Nuova Guinea | Stade d'Albert Domec (5.000 spett.) |

| Port Moresby 22 maggio 1988 | Papua Nuova Guinea | 22 – 42 | Regno Unito | Lloyd Robson Oval (12.107 spett.) |

| Sydney 9 luglio 1988 | Australia | 12 – 26 | Regno Unito | Sydney Football Stadium (15.944 spett.) |

| Auckland 10 luglio 1988 | Nuova Zelanda | 66 – 14 | Papua Nuova Guinea | Carlaw Park (8.392 spett.) |

| Christchurch 17 luglio 1988 | Nuova Zelanda | 12 – 10 | Regno Unito | Rugby League Park (8.525 spett.) |

| Wagga Wagga 20 luglio 1988 | Australia | 70 – 8 | Papua Nuova Guinea | Eric Weissel Oval (11.685 spett.) |

### Classifica
| Squadra            | Giocate | Vinte | Pareggiate | Perse | A favore | Contro | Differenza | Punti |
| ------------------ | ------- | ----- | ---------- | ----- | -------- | ------ | ---------- | ----- |
| Australia          | 7       | 5     | 0          | 2     | 252      | 91     | +161       | 12*   |
| Nuova Zelanda      | 7       | 4     | 1          | 2     | 158      | 86     | +72        | 11*   |
| Gran Bretagna      | 8       | 4     | 2          | 2     | 203      | 90     | +113       | 10    |
| Papua Nuova Guinea | 7       | 1     | 0          | 6     | 84       | 325    | −241       | 4*    |
| Francia            | 5       | 1     | 1          | 3     | 35       | 140    | −105       | 3     |

Nota: * Due punti a tavolino per forfait della Francia

## Finale
| Arbitro: | Graham Ainui |

|              |      |                              |
| Iro (2)      | mt   | Langer (2) G. Miller Shearer |
| P. Brown (2) | c.p. | O’Connor (4)                 |
|              | drop | Elias                        |